# Baboon

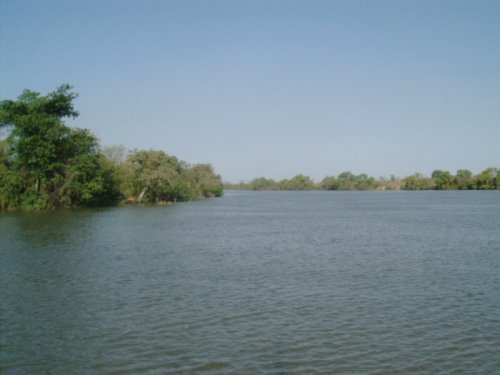
L'illa de Baboon al riu Gàmbia

L'illa de Baboon, o illa dels Babuïns (en anglès Baboon Island) és una illa al mig del riu Gàmbia, uns 25 kilòmetres en línia recta a l'oest-nord-oest de Janjanbureh.
Avui és una reserva natural de Gàmbia, també coneguda com a River Gambia National Park, i la seva principal característica és que hi viuen els babuïns, aquests primats que li donen nom.
A la rodalia també hi viuen alguns cocodrils i hipopòtams, que constitueixen pràcticament els darrers vestigis de vida animal salvatge a Gàmbia.